# جنوب از جنوب غربی

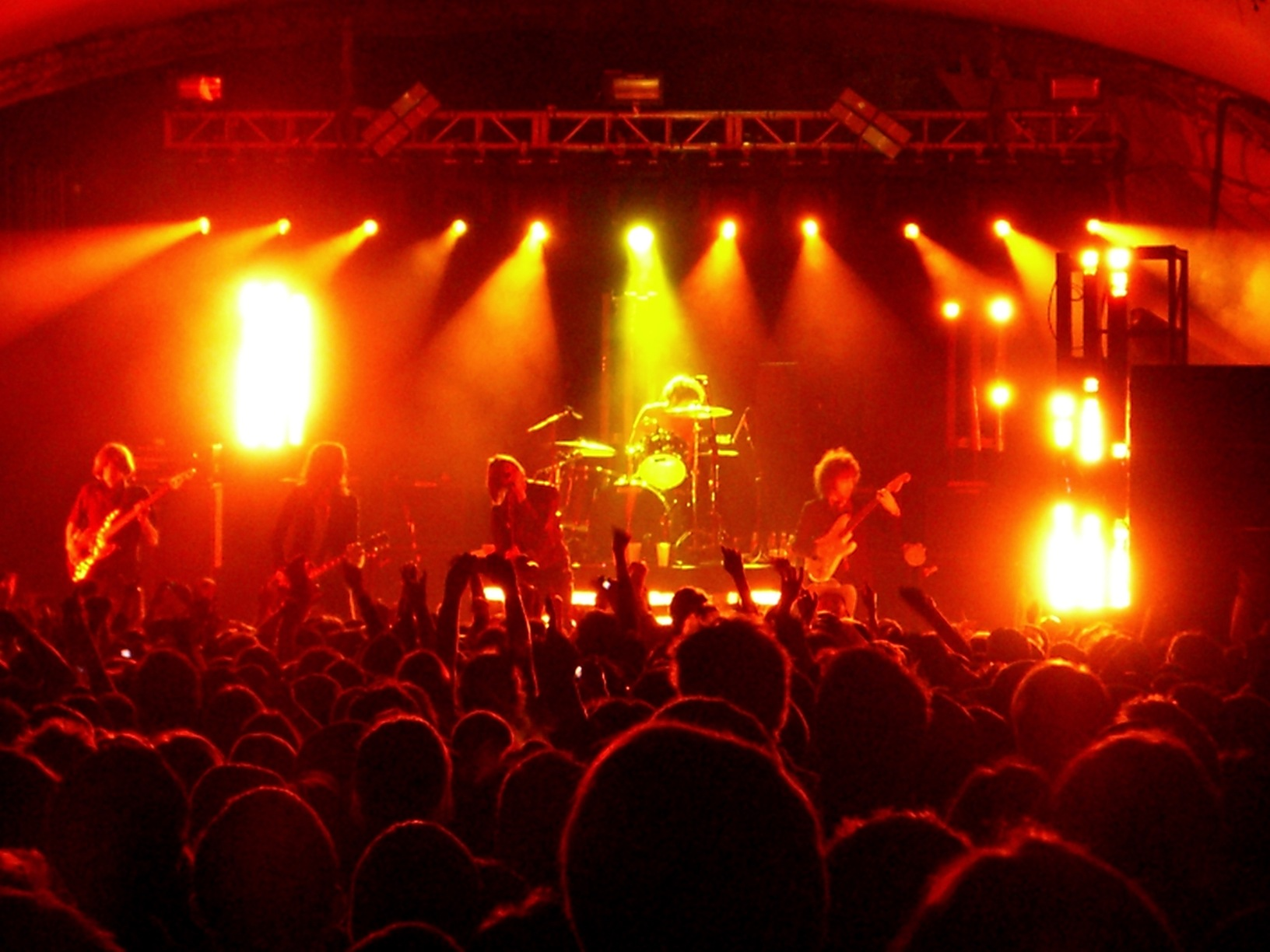

جنوب از جنوب غربی (به انگلیسی: South by Southwest) مشهور به SXSW، یکی از بزرگترین فستیوال‌های موسیقی در ایالات متحده آمریکا است.
این فستیوال فرهنگی همه ساله در فصل بهار در ماه مارس در آستین، تگزاس برگزار می‌گردد.
این فستیوال در سال ۲۰۰۹ میلادی ۱۱۰ میلیون دلار درآمد برای شهر آستین به ارمغان آورد.